# Tribeca Film Festival Award de melhor atriz

O Tribeca Film Festival Award de melhor atriz é uma das categoria premiadas no Festival de Cinema de Tribeca. A cerimônia é realizada desde de 2003 na cidade de Nova Iorque. Desde 2016, é dividida em atrizes de filmes americanos e internacionais.

## Vencedoras
| Ano  | Vencedora              | Título                      | País           |
| ---- | ---------------------- | --------------------------- | -------------- |
| 2003 | Valeria Bruni Tedeschi | It's Easier for a Camel...  | Itália         |
| 2004 | Fernanda Montenegro    | O Outro Lado da Rua         | Brasil         |
| 2005 | Felicity Huffman       | Transamérica                | Estados Unidos |
| 2006 | Eva Holubová           | Holiday Makers              | Checoslováquia |
| 2007 | Marina Hands           | Lady Chatterley             | França         |
| 2008 | Eileen Walsh           | Eden                        | Irlanda        |
| 2009 | Zoe Kazan              | The Exploding Girl          | Estados Unidos |
| 2010 | Sibel Kekilli          | When We Leave               | Alemanha       |
| 2011 | Carice van Houten      | Black Butterflies           | Países Baixos  |
| 2012 | Rachel Mwanza          | War Witch                   | Congo          |
| 2013 | Veerle Baetens         | The Broken Circle Breakdown | Bélgica        |
| 2014 | Valeria Bruni Tedeschi | Human Capital               | Itália         |
| 2015 | Hannah Murray          | Bridgend                    | Reino Unido    |

| Ano  | Vencedora (Filme dos EUA) | Título       | Vencedora (Internacional) | Título               | País          |
| ---- | ------------------------- | ------------ | ------------------------- | -------------------- | ------------- |
| 2016 | Mackenzie Davis           | Always Shine | Radhika Apte              | Madly                | Índia         |
| 2017 | Nadia Alexander           | Blame        | Marie Leuenberger         | The Divine Order     | Alemanha      |
| 2018 | Alia Shawkat              | Duck Butter  | Joy Rieger                | Virgins              | França        |
| 2019 | Haley Bennett             | Swallow      | Park Ji-hoo               | House of Hummingbird | Coreia do Sul |